# Lingnan University Science Bulletin
Lingnan University Science Bulletin (abreviado Lingnan Univ. Sci. Bull.) es una revista con ilustraciones y descripciones botánicas que es publicada en Cantón desde el año 1930.